# Milánó–Asso-vasútvonal
A Milánó–Asso-vasútvonal egy 50 km hosszúságú, normál nyomtávolságú vasútvonal Olaszországban, Milánó és Asso között. A vonal 3000 V egyenárammal villamosított, fenntartója az FerrovieNord.